# 地上に舞い降りた天使達
地上に舞い降りた天使達(ちじょうにまいおりたてんしたち)は、田村直美の6枚目のシングル。

## 内容
2枚目のアルバム「N'」先行シングルとなった本作はテレビ朝日系「さんまのナンでもダービー」エンディング・テーマ。

## 収録曲
1. 地上に舞い降りた天使達
作詞：田村直美　作曲：田村直美・石川寛門　編曲：井上龍仁・鷹羽仁
2. Let me spirit more you.
作詞：田村直美　作曲：田村直美・石川寛門　編曲：井上龍仁・鷹羽仁
3. 地上に舞い降りた天使達 (inst.)

## レコーディング参加
- 北島健二（FENCE OF DEFENSE） - ギター
- 坂井紀雄 - ベース
- 河村智康 - ドラム
- 鷹羽仁 - キーボード

## 収録アルバム
- N'（#1のみ、1995年6月1日）
- GOLDEN☆BEST 田村直美（#1,2のみ、2004年9月8日）